# Hugo Münsterberg
Hugo Münsterberg   (Gdańsk, 1 de juny de 1863 - Cambridge, 16 de desembre de 1916) va ser un psicòleg polonès-alemany, pioner de la psicologia aplicada i va establir les bases de la psicologia industrial.
Va obtenir el seu doctorat el 1885 i va ser deixeble de Wilhelm Wundt a Leipzig. El 1891 va participar en el primer Congrés Internacional de psicologia, celebrat als Estats Units; William James el va convidar a treballar al laboratori de psicologia d'Universitat Harvard.
Després de tres anys resident als EUA, va tornar a Friburg de Brisgòvia. Dos anys més tard, el 1897, va tornar a Harvard, on va viure fins a la seva mort el desembre de 1916.

## Rellevància
Münsterberg va relacionar les habilitats dels nous empleats amb les demandes de feina de l'organització. La psicologia de Münsterberg i l'eficiència industrial estaven directament relacionades amb les propostes del taylorisme. L'aportació més important en la psicologia és la del desenvolupament d'una teoria de la consciència en la línia proposada per James, si bé va una mica més lluny al suprimir la voluntat i reduir amb això, la consciència a sensació i conducta, sent un dels motors de la transformació de la Psicologia en una "ciència general de la conducta" (Angell)

## Obres
- Die Willenshandlung (1888)
- Beiträge zur experimentellen Psychologie (1889-92) Vol. 1, Vol. 2, Vol. 3, Vol. 4
- Psychology and Life (1899)
- Grundzüge der Psychologie (1900)
- American Traits from the point of view of A German (1901)
- Die Amerikaner (1904)
- The principles of Art Education (1905)
- Science and Idealism (1906)
- On the witness Stand (1908)
- Aus Deutsch-Amerika (1908)
- Psychology and Crime (1908)
- The Eternal Values (1909)
- Psychology and the Teacher (1909)
- Psychotherapy (1909)
- Vocation and Learning (1912)
- Psychology and Industrial Efficiency (1913)
- Psychology and Social Sanity (1914)
- Grundzüge der Psychotechnic (1914)
- Psychology, General and Applied (1914, textbook)
- The War and America (1914)
- Business Psychology (1915, llibre de text de La Salle Extension University, Chicago)
- Tomorrow (1916)
- The Photoplay. A psychological study (1916)